# Route nationale 5 (Pologne)
Pour les articles homonymes, voir Route nationale 5.
La Route nationale 5 est une route nationale de classe S (pl), de classe GP (pl) et de classe G (pl) reliant (avec le tronçon de la route nationale n° 91 (pl) entre Grudziądz et Gdańsk) l'une des plus grandes agglomérations urbaines de Pologne, c'est-à-dire la Tricité et les agglomérations : Bydgoszcz, Poznań (pl), Wrocław (pl) et Wałbrzych (pl). Il traverse les voïvodies suivantes : Varmie-Mazurie, Couïavie-Poméranie, Grande-Pologne et Basse-Silésie. Elle se termine à la frontière avec la République tchèque à Lubawka (powiat de Kamienna Góra).
Le tronçon Wrocław-Bielany Wrocławskie, selon les mesures du trafic automobile quotidien moyen effectuées par GDDKiA en 2010, est un tronçon avec l'une des plus fortes intensités de trafic de Pologne.
Entre Bielany Wrocławskie et Kostomłoty (28 km), le tracé de la route n° 5 coïncide avec le tracé de l'autoroute A4, depuis le carrefour Poznań Wschód jusqu'au carrefour Poznań Komorniki (25 km) coïncide avec le tracé de l'autoroute A2 et sur le tronçon Nowe Marzy-Bielany Wrocławskie avec la route européenne E261.

## Classe de la route
Outre les tronçons d'autoroute, l'artère de Wrocław et au sud de celle-ci a des paramètres de classe GP (pl) - à l'exception du tronçon allant de Bolków à la frontière de Lubawka, qui a des paramètres de classe G (pl) - ce tronçon sera remplacé sur toute sa longueur par l'autoroute S3.

## Historique de la numérotation
Au fil des années, le parcours a connu différents balisages :
| Numéro   | Numéro            | Tronçon | Années de validité                                     | Source | Commentaires |
| -------- | ----------------- | --- | ------------------------------------------------------ | --- | --- |
| 3b       | 3b                | Poznań – Kościan | 1921 – années 1930                                     | Ustawa z dnia 10 grudnia 1920 r. o budowie i utrzymaniu dróg publicznych w Rzeczypospolitej Polskiej () | Branche "b" de la route nationale 3 |
| 9        | 9                 | (Wrocław –) Rawicz – Kościan | 1921 – années 1930                                     | Ustawa z dnia 10 grudnia 1920 r. o budowie i utrzymaniu dróg publicznych w Rzeczypospolitej Polskiej () | |
| 18/5     | 18/5              | Grupa Dolna (pl) – Świecie | années 1930 – 1952                                     | Zygmunt Jaworski;Alojzy Świkla;Wacław Pastwa et Tadeusz Musiał, « Mapa samochodowa Polski (stan dróg) na rok 1939/40 », 1939 | |
| 18/3     | 18/3              | Świecie – Bydgoszcz | années 1930 – 1952                                     | Zygmunt Jaworski;Alojzy Świkla;Wacław Pastwa et Tadeusz Musiał, « Mapa samochodowa Polski (stan dróg) na rok 1939/40 », 1939 | |
| ?        | ?                 | Bydgoszcz – Szubin – Żnin – Gniezno | années 1930 – 1952                                     | Zygmunt Jaworski;Alojzy Świkla;Wacław Pastwa et Tadeusz Musiał, « Mapa samochodowa Polski (stan dróg) na rok 1939/40 », 1939 | Numéro de route inconnu |
| 17/6     | 17/6              | Gniezno – Łubowo | années 1930 – 1952                                     | Zygmunt Jaworski;Alojzy Świkla;Wacław Pastwa et Tadeusz Musiał, « Mapa samochodowa Polski (stan dróg) na rok 1939/40 », 1939 | |
| 16/4     | 16/4              | Poznań – Stęszew – Kościan – Leszno – Rawicz | années 1930 – 1952                                     | Zygmunt Jaworski;Alojzy Świkla;Wacław Pastwa et Tadeusz Musiał, « Mapa samochodowa Polski (stan dróg) na rok 1939/40 », 1939 | |
| R 380    | R 380             | Schwetz (Świecie) – Bromberg (Bydgoszcz) | 1939 (?) – 1945                                        | (de) « DDAC Strassenkarte von Deutschland Masstab 1:1.250.000 (Juli 1941) », Munich, IRO-Verlag Carl Kremling, juillet 1941 | est en vigueur pendant l'occupation allemande |
| R 116    | R 116             | Posen (Poznań) – Seenbrück (Stęszew) – Lissa (Leszno) – Rawitsch (Rawicz) – Trebnitz (Trzebnica) – Breslau (Wrocław)                                                                                    | 1939 (?) – 1945                                        | (de) « DDAC Strassenkarte von Deutschland Masstab 1:1.250.000 (Juli 1941) », Munich, IRO-Verlag Carl Kremling, juillet 1941 | est en vigueur pendant l'occupation allemande |
| 36       | E16 (pl) E83 (pl) | Dolna Grupa – Świecie | • national: 1952–1986• internationale: 1962–1985       | Samochodowy atlas Polski 1:500 000, Warszawa, Państwowe Wydawnictwo Przedsiębiorstw Kartograficznych, 1965 | |
| 48       | E83 (pl)          | Świecie – Bydgoszcz – Szubin – Żnin – Gniezno – Łubowo | • national: 1952–1986• internationale: 1962–1985       | * « Mapa samochodowa Polski 1:1 000 », Varsovie, Société polonaise d'édition cartographique (pl), 1962 - Radziecka mapa topograficzna 1:500 000 z 1985 roku                                                                                     | - La route entre Łubowo et Poznań dans la section entre Łubowo et Pobiedziska existe en tant que route locale, tandis que la route plus loin vers Poznań est probablement construite dans les années 1970. Entre 2012 et 2017, elle a la catégorie de route de gmina (pl). Actuellement, il s'agit de la route voïvodale n° 194 (pl). - Selon une carte topographique soviétique, la route E83 va de Poznań à Kostrzyn dans un tronçon commun avec la E8 et de là à Gniezno en passant par Łubowo. |
| 40       | E83 (pl)          | Poznań – Stęszew – Kościan – Leszno – Rawicz – Żmigród – Trzebnica – Wrocław | • national: 1952–1986• internationale: 1962–1985       | * « Mapa samochodowa Polski 1:1 000 », Varsovie, Société polonaise d'édition cartographique (pl), 1962 - Radziecka mapa topograficzna 1:500 000 z 1985 roku                                                                                     | - La route entre Łubowo et Poznań dans la section entre Łubowo et Pobiedziska existe en tant que route locale, tandis que la route plus loin vers Poznań est probablement construite dans les années 1970. Entre 2012 et 2017, elle a la catégorie de route de gmina (pl). Actuellement, il s'agit de la route voïvodale n° 194 (pl). - Selon une carte topographique soviétique, la route E83 va de Poznań à Kostrzyn dans un tronçon commun avec la E8 et de là à Gniezno en passant par Łubowo. |
| 18       | E12 (pl) E83 (pl) | Wrocław – Bielany Wrocławskie | • national: 1952–1986• internationale: 1962–1985       | Samochodowy atlas Polski 1:500 000, Warszawa, Państwowe Przedsiębiorstwo Wydawnictw Kartograficznych, 1965 | |
| E22 (pl) | E22 (pl)          | Bielany Wrocławskie – Kąty Wrocławskie – Kostomłoty | 1962–1985                                              | * (pl) Jerzy Samp, Orunia : Historia-Zabytki-Kultura, Gdańsk, Zrzeszenie Kaszubsko-Pomorskie, 1992 (ISBN 83-85011-61-7) - (pl) Jerzy Samp, Orunia : Historia-Zabytki-Kultura, Gdańsk, Zrzeszenie Kaszubsko-Pomorskie, 1992 (ISBN 83-85011-61-7) | Tronçon indiqué sur les cartes comme étant une autoroute |
| 378      | 378               | Kostomłoty – Strzegom – Dobromierz | 14 II 1986–2000                                        | Uchwała nr 192 Rady Ministrów z dnia 2 grudnia 1985 r. w sprawie zaliczenia dróg do kategorii dróg krajowych | Numérotation du tronçon en 1970 : - x33: Kostomłoty – Strzegom, - x236: Strzegom – Dobromierz Source: Mapa sieci dróg państwowych województwa wrocławskiego de 1970 |
| 5        | E83               | Dobromierz – Bolków | • krajowy: 14 II 1986–2000 • międzynarodowy: 1962–1985 | * (pl) Jerzy Samp, Orunia : Historia-Zabytki-Kultura, Gdańsk, Zrzeszenie Kaszubsko-Pomorskie, 1992 (ISBN 83-85011-61-7) - (pl) Jerzy Samp, Orunia : Historia-Zabytki-Kultura, Gdańsk, Zrzeszenie Kaszubsko-Pomorskie, 1992 (ISBN 83-85011-61-7) | |
| 371      | 5                 | Bolków – Kamienna Góra – Lubawka – granica państwa | 371: 1986–2000 5: od 2000                              | jw. oraz Uchwała nr 192 Rady Ministrów z dnia 2 grudnia 1985 r. w sprawie zaliczenia dróg do kategorii dróg krajowych | W latach 70. odcinek Kamienna Góra – Lubawka – granica państwa istniał jako droga państwowa nr 39. |
| 5        | E261              | (Gdańsk) Świecie – Bydgoszcz – Szubin – Żnin – Gniezno – Pobiedziska – Poznań – Stęszew – Kościan – Leszno – Rawicz – Trzebnica – Wrocław – Świdnica – Świebodzice – Dobromierz – Bolków (Jelenia Góra) | od 14 II 1986, z późniejszymi zmianami                 | Uchwała nr 192 Rady Ministrów z dnia 2 grudnia 1985 r. w sprawie zaliczenia dróg do kategorii dróg krajowych | Principaux changements de kilométrage : - en 2000 (extension jusqu'à la frontière) - Parallèlement à la mise en service de tronçons de la voie rapide S5, l'itinéraire est transféré sur un nouveau tracé - par exemple en 2012 (mise en service de la voie rapide S5 de Gniezno à Poznań ; l'ancien itinéraire à travers Poznań à partir du 1er janvier 2016 en tant que route voïvodale 196 (de), un autre tronçon vers Gniezno à partir de 2017 porte le numéro 194 (de)). Des tronçons de l'ancienne route de Poznań à Wrocław sont actuellement numérotés 311 (pl) (Poznań - Stęszew - Piotrowo Pierwszy), 309 (pl) (Śmigiel - Leszno - Rawicz) et 359 (pl). (Żmigródek - Trzebnica - Wrocław). |

Dans les années 1999-2000, un fragment de la route n° 5 à Bydgoszcz, reliant la route nationale n° 10 à l'ancienne route n° 245, a la catégorie d'une route voïvodale (pl).

## Autoroute S5
Sur les tronçons Nowe Marzy-Wrocław Północ (pl) (A8) et Ostróda Południe-Wirwajdy, la route a le statut d'autoroute S5.

## Villes importantes le long de la route nationale 5
- Ostróda (S7, DK15 (de), DK16 (de)) - contournement S5/DK16 (de)
- Maintenant Marzy ( A1, DK91 (de))
- Świecie (DK91 (de)) – contournement S5/DK91 (de)
- Bydgoszcz (DK10, DK25 (de), DK80 (de)) – contournement S5/S10 (de)/DK25 (de)
- Szubin – contournement S5
- Żnin – contournement S5
- Gniezno (DK15 (de)) – contournement S5
- Poznań ( A2, DK11) – contournement Est (pl) S5 et contournement Sud (pl) (itinéraire partagé avec A2 et S11)
- Stęszew (DK32 (de)) – contournement S5
- Kościan – contournement S5
- Śmigiel – contournement S5
- Leszno (DK12 (de)) – contournement S5
- Rydzyna – contournement S5
- Bojanowo – contournement S5
- Rawicz (DK36) – contournement S5
- Żmigród – contournement S5
- Trzebnica (DK15 (de)) – contournement S5
- Wrocław ( autoroute A8, DK94 (de)) – contournement du centre-ville (pl)
- Bielany Wrocławskie ( A4, DK35 (de)) - Contournement A4
- Kąty Wrocławskie – contournement A4
- Strzegom - périphérique
- Dobromierz (DK34 (de)) – périphérique
- Bolków (DK3 (de)) – contournement
- Kamienna Góra
- Lubawka (frontière avec la République tchèque ; Col de Lubawska (pl))

## Détails du kilométrage

### Bydgoszcz
- 1985[6] – XXIe siècle : rue de Szubin (pl) – place de Poznań (pl) – rue de Poznań (pl)[uwaga 1]/rue Grudziądzka[uwaga 2] – Wały Jagielloń – rond-point de Cujavie – rue de Toruń (pl) – rond-point de Toruń (pl) – avenue Stefana-Wyszyńskiego – pont de Poméranie (pl) – rond-point de Fordon – avenue Stefana Wyszyńskiego – rond-point de Skrzetusko– avenue Stefana Wyszyńskiego – avenue Armii Krajowej[7],[8]
- jusqu'au 30 décembre 2020 : avenue Jean-Paul II (pl) – rond-point de Toruń – avenue Stefana Wyszyńskiego – rond-point de Fordon – avenue Stefana Wyszyńskiego – rond-point de Skrzetusko – avenue Stefana Wyszyńskiego – avenue Armii Krajowej[9]
- à partir du 31 décembre 2020 - Voie rapide S5[10]

### Poznań
- 1985[note 1] – 2010 : rue de Glogow (pl) – rue Piotra Sciegienne – rue Krzysztof Arciszewskiego – rue Hetman (pl) – Viaduc de Dolna Wilda (pl) – rue Hetman – viaduc Hetman (pl) – rue Hetman – pont Przemysl Ier (pl) – rue Hetman – rond-point Starołęka (pl) – rue Ludwika-Zamenhof (pl) – rond-point Rataje (pl) – rue Jean-Paul II (pl) – rond-point de Śródka (pl) – rue Podwale – rue de Zawady (pl) – rue de Główna (pl) – rue de Gniezno (pl)[8],[7]
- 2010[11] – 2012[12] : rue de Glogow – rue Piotra Sciegienne – rue Krzysztof Arciszewskiego – rue Hetman – Viaduc de Dolna Wilda – rue Hetman – viaduc Hetman – rue Hetman – pont Przemysl Ier – rue Hetman – rond-point Starołęka – rue Ludwika Zamenhof – rond-point Rataje – rue Jean-Paul II – rond-point de Śródka – rue Podwale – rue Primat-Hlond (pl) – rue de Główna (pl) – rue de Gniezno (pl)
- sur certaines cartes, la route nationale n° 5 longe la rue de Varsovie et la rue de la Baltique au lieu de la rue Podwale et Glowna
- depuis 2012[13] : contournement Sud (pl)[9]

### Wrocław
Au fil des années, l'itinéraire à Wrocław est modifié à plusieurs reprises :
- 1985[15] – 2005[16] : rue de Sułow – pont de la Widawa (pl) – rue de Sułow – rue de Żmigród (pl) – rue Na Polanka – pont d'Osobowice (pl) – rue Władysław-Reymont (pl) – rue de Poméranie (pl) – rue Stanisław-Dubois (pl) – rue Mieszczań – pont des Bourgeois (pl) – rue Władysław Jagiełły – rue Mostowa – pont Sikorski (pl) – rue de Podwale (pl) – place du 1er mai (pl) – rue de Podwale – place des Aiglons-de-Lwów (pl) – rue de Podwale – place de la Légion (pl) – rue de Grabiszyn (pl) – rue de Zaporijjia (pl) – rue de Gajowice (pl) – avenue du général-Józef-Haller (pl) – rue de Powstańców Śląskich (pl) – avenue Karkonos
- 2005 – 2014[17] : rue de Sułow – pont de la Widawa – rue de Sułow – rue de Żmigród – rue Na Polanka – pont d'Osobowice – rue Władysław-Reymont – rue de Poméranie – rue Stanisław-Dubois – rue Mieszczań – pont des Bourgeois – rue Władysław Jagiełły – rue Mostowa – pont Sikorski – rue de Podwale – place du 1er mai – rue de Podwale – place des Aiglons de Lwów – rue Józef-Piłsudski (pl) – place de la Légion – rue de Grabiszyn – avenue du général Józef Haller – rue Powstańców Śląskich – avenue Karkonos
- 2014[18] – 2018 : rue de Sułow – pont de la Widawa – rue de Sułow – rue de Żmigród – rue Jan-Nowak-Jeziorański (pl) – pont du Millénaire (pl) – rue du Millénaire – rue Sur le dernier sou – pont de Gądowianka – rue Kleciń – avenue du général Józef Haller – rue Powstańców Śląskich – avenue Karkonos
- à partir de 2018[9] : S5 – rue de Żmigród – rue Jan-Nowak-Jeziorański (pl) – pont du Millénaire (pl) – rue du Millénaire – rue Sur le dernier sou – pont de Gądowianka – rue Kleciń – avenue du général Józef Haller – rue Powstańców Śląskich – avenue Karkonos

## Restrictions à la circulation des poids lourds
- La frontière Lubawka-Královec ne peut pas être traversée par des camions d'un PTAC supérieur à 9 tonnes en raison des restrictions sur le pont frontalier[19]

### Charge par essieu admissible
À partir du 13 mars 2021, la circulation des véhicules avec une charge sur un seul essieu moteur allant jusqu'à 11,5 tonnes est autorisée sur la route,.

#### Jusqu'au 13 mars 2021
Auparavant, la route nationale n°5 est soumise à des restrictions sur la charge admissible d'un seul essieu :
| Signe | Poids admissible    | Épisode                                                                      |
| ----- | ------------------- | ---------------------------------------------------------------------------- |
| DK5   | jusqu'à 11,5 tonnes | - Nowe Marzy – Świecie – Bydgoszcz – Żnin - Bielany Wrocławskie – Kostomłoty |
| DK5   | jusqu'à 10 tonnes   | - Wrocław – Bielany Wrocławskie - Kostomłoty – Dobromierz – Bolków           |
| DK5   | jusqu'à 8 tonnes    | Bolków – Kamienna Góra – Lubawka – frontière de l'État (pl)                  |

Un marquage approprié du tronçon avec une charge par essieu autorisée allant jusqu'à 10 tonnes (panneau E-15f) existait à Wrocław.

## Galerie

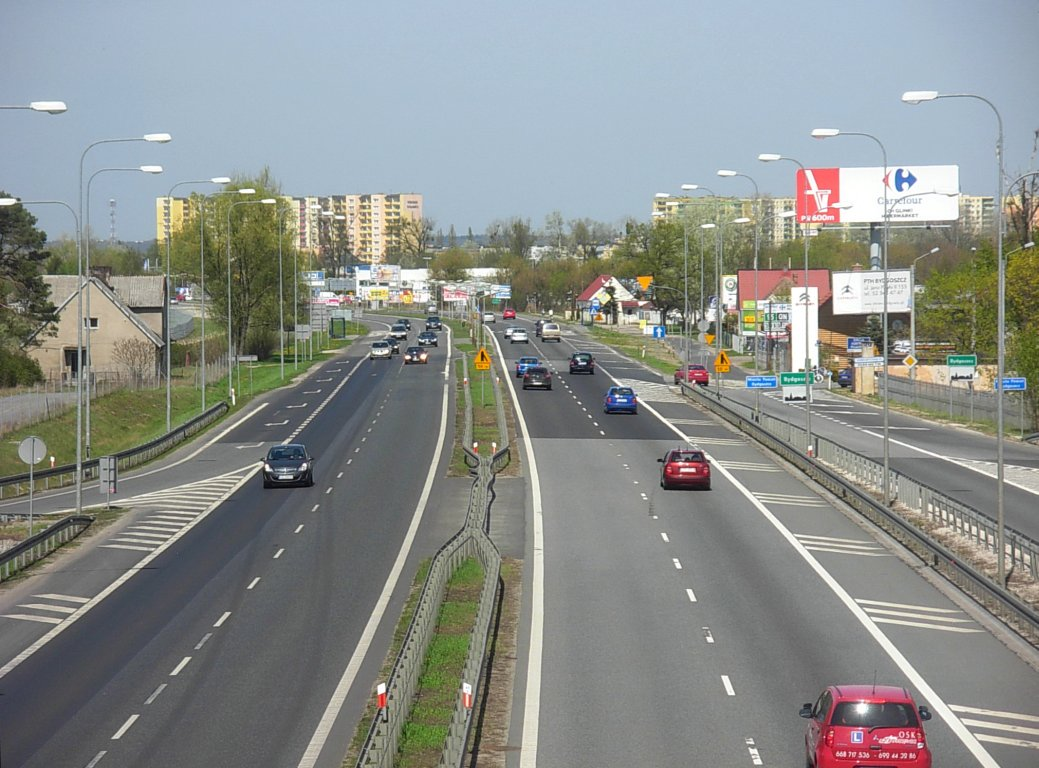
Avenue Jean-Paul II à Bydgoszcz (pl) le long de la route n°5
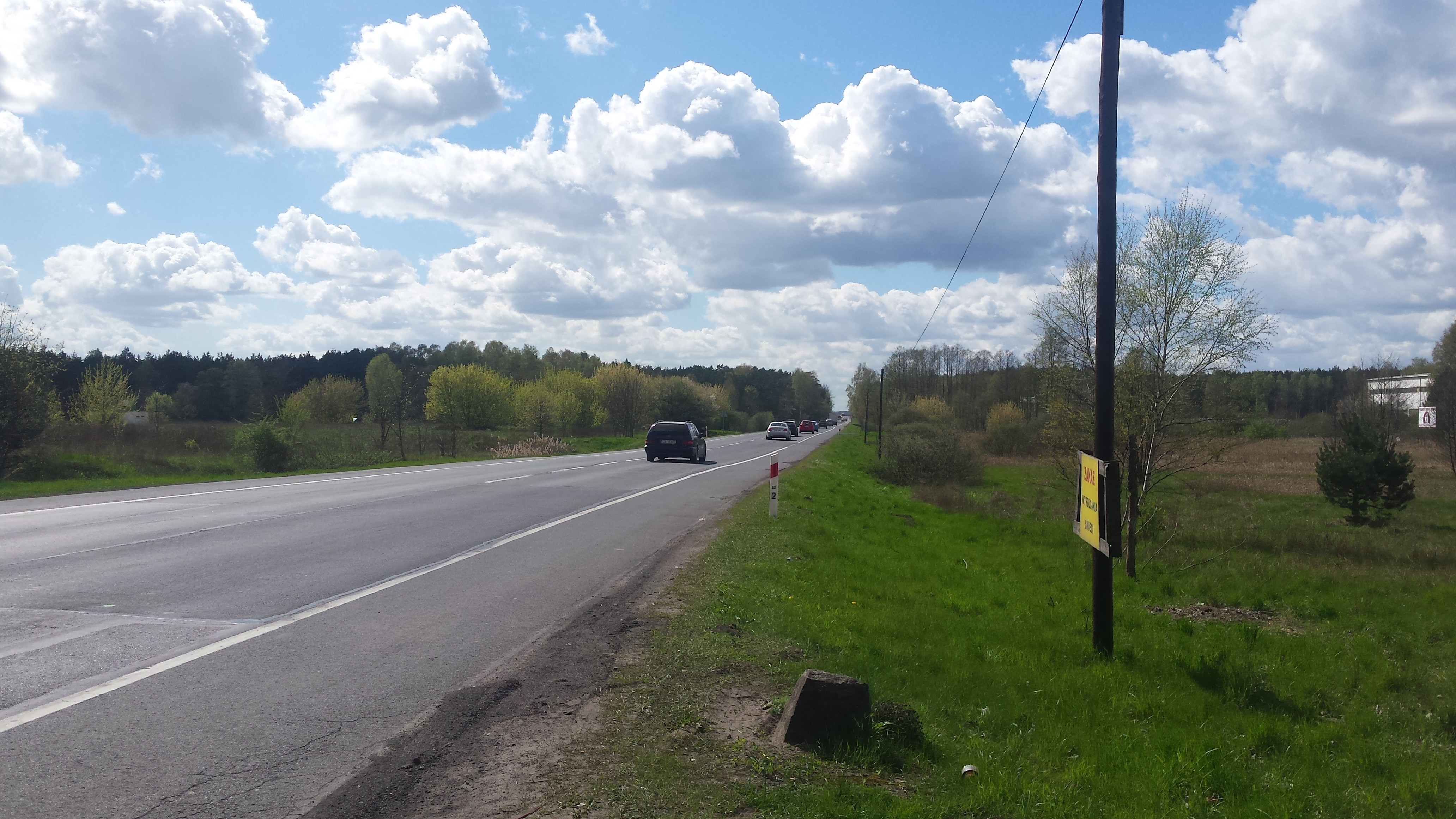
Nationale "5" en direction de Poznań
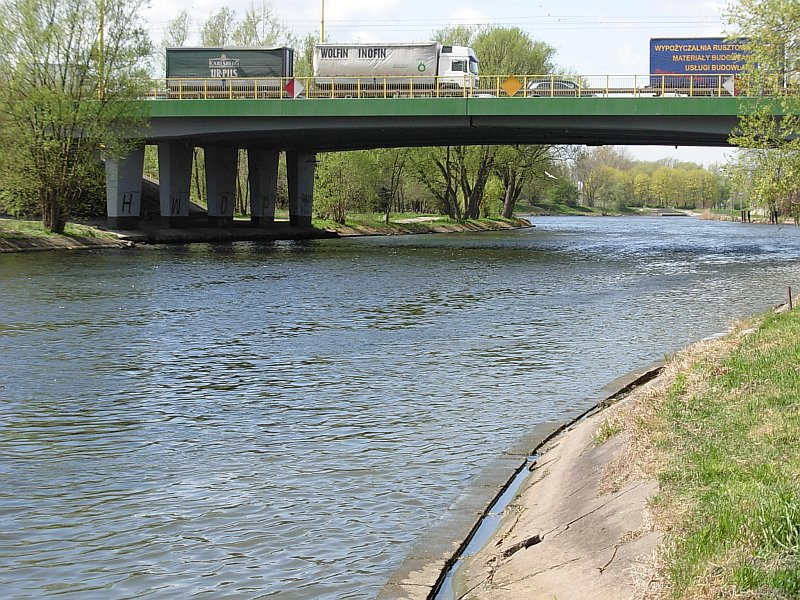
Pont de Poméranie (pl) sur la rivière Brda
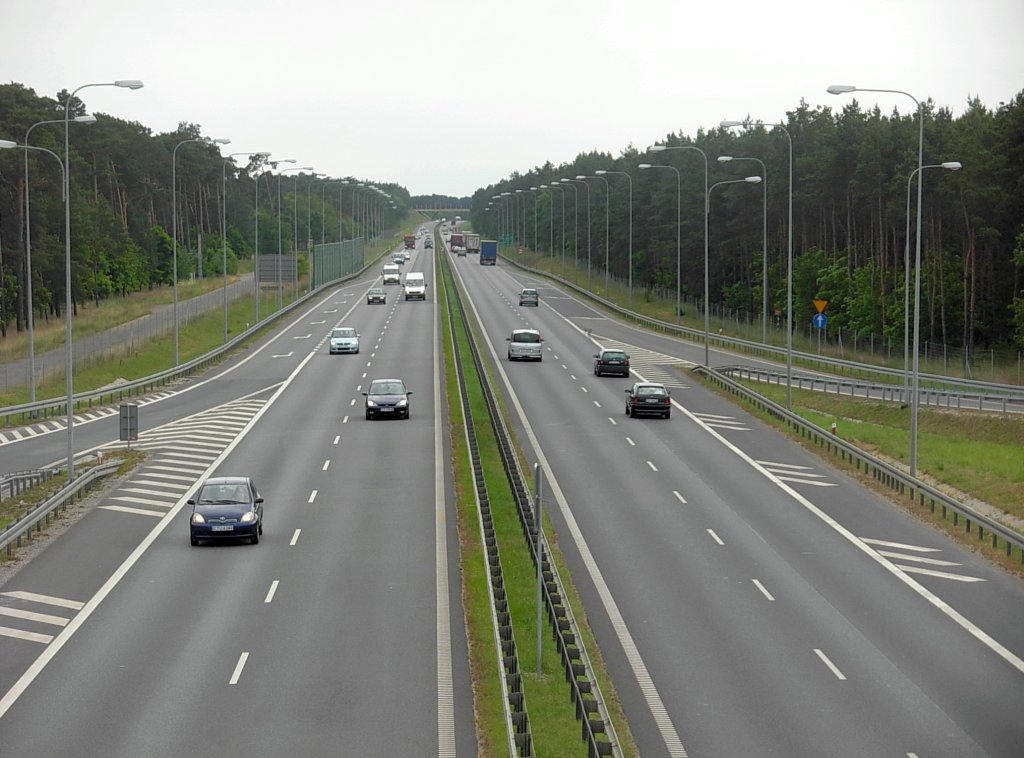
Le tronçon Bydgoszcz-Stryszek (pl) avec les paramètres d'une autoroute
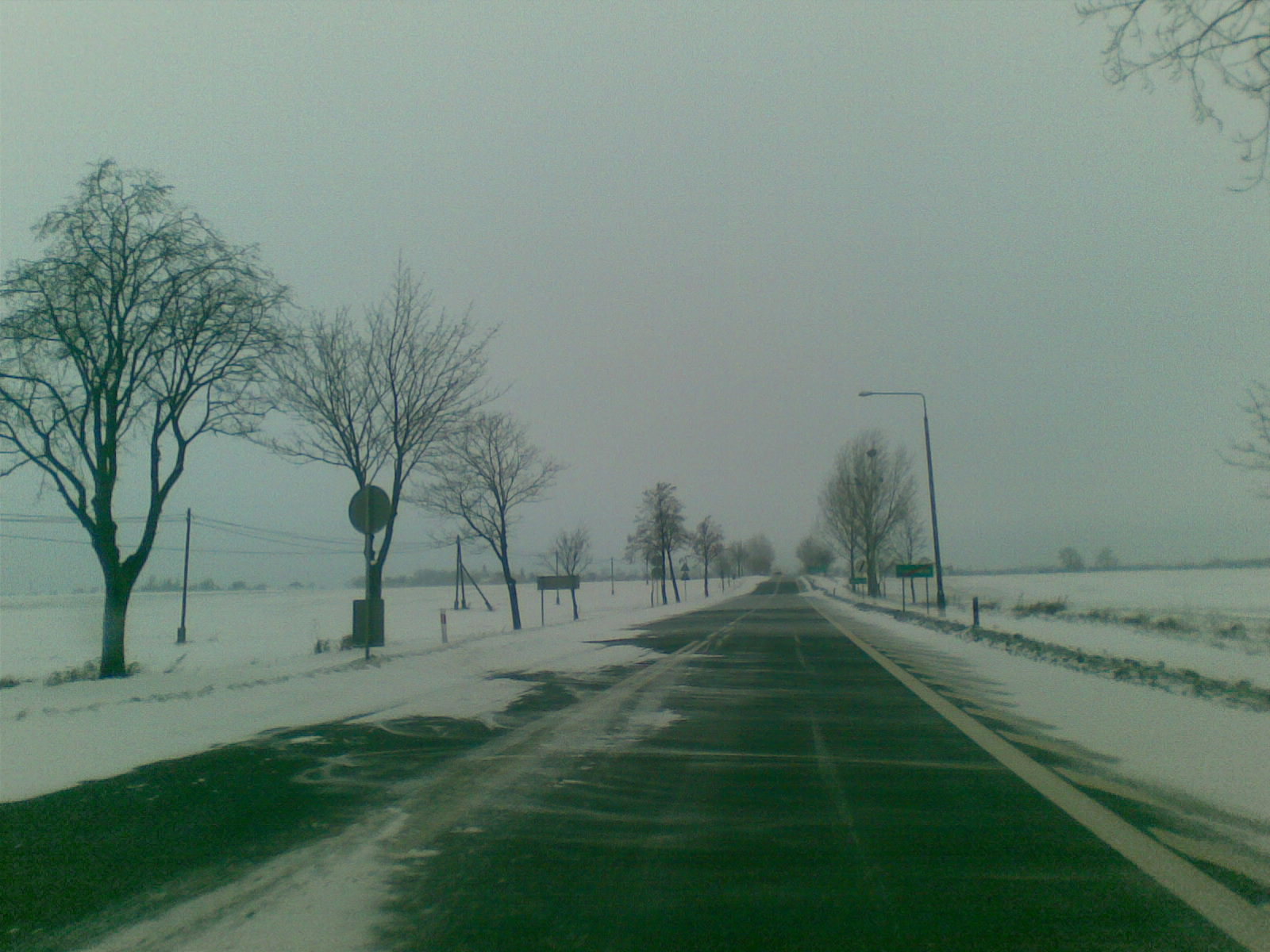
Route nationale n°5 en hiver – Zawada (pl)
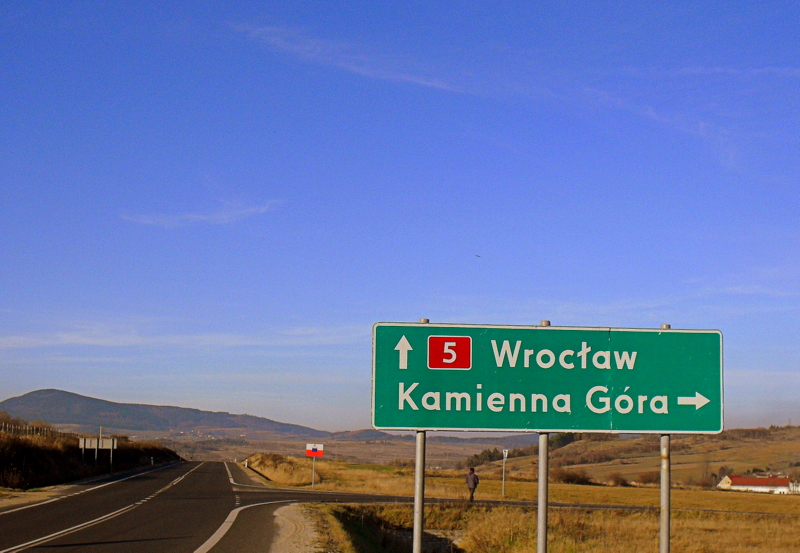
Sortie vers Przedwojów